# Adrian Grunberg
Adrian Grunberg é um cineasta e roteirista americano.
Grunberg é conhecido por dirigir e co-escrever o filme Get the Gringo. Ele também trabalhou como primeiro assistente de direção em filmes como Wall Street - O Dinheiro Nunca Dorme, Edge of Darkness e Apocalypto. Em agosto de 2018, Grunberg foi anunciado como diretor de Rambo V: Last Blood.